# 茨城県道114号下太田鉾田線

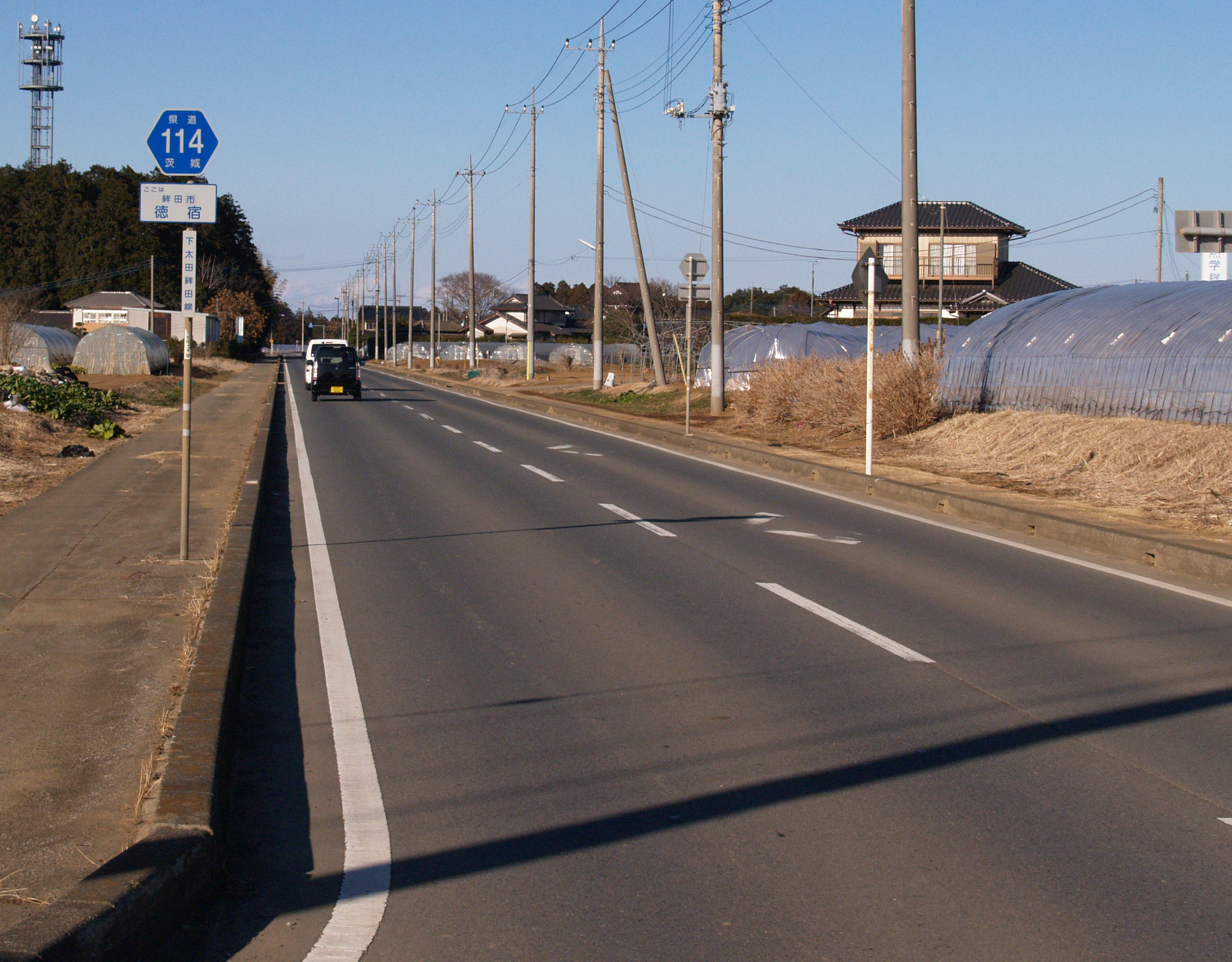
茨城県道114号下太田鉾田線
徳宿駅東側にて（2014年1月）

茨城県道114号下太田鉾田線（いばらきけんどう114ごう しもおおたほこたせん）は、茨城県鉾田市内にある一般県道である。

## 概要
鉾田市箕輪の一般県道大洗友部線より分岐南下し、同市造谷を経て同市安房の主要地方道水戸鉾田佐原線・鉾田土木前交差点に至る延長約14キロメートル (km) の一般県道。鹿島臨海鉄道大洗鹿島線に平行し、鉾田市北東部地域を南北に縦断する。鉾田市内で完結する路線であるが、路線名の終点を示す「鉾田」とは、元々平成の大合併以前の旧自治体名であった「鉾田町」であり、同じく旧自治体であった旭村大字下太田と鉾田町を結ぶ路線であることに由来する。また1959年の路線認定当時の起点は、現在の鉾田市下太田地内にあったが、2024年3月の県道大洗友部線の旧道移管に伴い、現在の起点は鉾田市箕輪となっている。

### 路線データ
- 起点：茨城県鉾田市箕輪3606番1地先（茨城県道16号大洗友部線交点：涸沼駅西交差点）[1]
- 終点：茨城県鉾田市安房字水砂1414番1地先（茨城県道2号水戸鉾田佐原線交点：鉾田土木前交差点）[2]
- 総延長：14.378 km[3]
- 重用延長：1.287 km[3]
- 未供用延長：なし[3]
- 実延長：13.091 km[3]
- 自動車交通不能区間延長[注釈 1]：なし[3]

## 歴史
1959年（昭和34年）10月14日、新たな県道として鹿島郡旭村大字下太田を起点とし、鹿島郡鉾田町を終点とする区間を本路線とする県道下太田鉾田線として茨城県が県道路線認定した。1995年（平成7年）に整理番号114となり現在に至る。2024年（令和6年）3月、主要地方道大洗友部線のパイパス開通による旧道移管に伴い、起点が鉾田市下太田から同市箕輪（涸沼駅西交差点）に変更されている。

### 年表
- 1923年（大正12年）4月1日：旧道路法に基づき、（旧）下太田鉾田線として路線認定される。
- 1959年（昭和34年）10月14日
  - 現在の路線で路線認定される（図面対象番号60）[4]。
  - 道路の区域は、鹿島郡旭村大字下太田の県道海老沢大洗線分岐（現在の県道大洗友部線にあたる）から鹿島郡鉾田町大字鉾田の主要地方道水戸鉾田佐原線交点までの区間と決定された[5]。
- 1974年（昭和49年）7月1日：鹿島郡鉾田町大字鉾田字中根（桜本交差点） - 大字鉾田字横町（現・筑波銀行鉾田支店前）の市街地内を通る迂回路（1.71 km）を道路区域指定[6]。
- 1980年（昭和55年）4月7日：鹿島郡鉾田町大字徳宿地内の道路改良バイパス路の一部（約1.2 km）を供用開始[7]。
- 1983年（昭和58年）7月18日：鹿島郡鉾田町大字徳宿 - 同町大字安房の道路改良バイパス道路（2.025 km）が開通[8]。
- 1986年（昭和61年）10月13日：鹿島郡旭村大字田崎の旭北小学校前の道路改良バイパス道路（約0.4 km）が開通[9]。
- 1990年（平成2年）1月18日：
  - 鉾田町大字安房地内のバイパス工事に伴う道路区域（2.14 km）が決定[10]。
  - 鉾田町大字安房地内のバイパスの一部区間（約0.9 km）が開通[11]。
- 1995年（平成7年）1月26日：鉾田町大字徳宿 - 大字安房の旧道（1.75 km）が指定解除により町道に降格する[12]。
- 1995年（平成7年）2月16日：旭村大字田崎地内の旧道（406 m＋511 m）が指定解除され旭村道に降格[13]。
- 1995年（平成7年）3月30日：整理番号123から現在の番号（整理番号114）に変更される[14]。
- 1996年（平成8年）8月5日：鉾田町大字安房（桜本交差点付近） - 大字鉾田中心街の旧道（1.704 km）が指定解除され鉾田町道に降格[15]。
- 1996年（平成8年）12月19日：鉾田町大字安房地内（終点付近）のバイパス道路（約0.4 km）が開通する[16]。
- 2001年（平成13年）1月15日：鉾田町大字安房の旧道（577 m+698 m）が指定解除され鉾田町道に降格。終点位置が鉾田土木前交差点に移る[2]。
- 2005年（平成17年）2月4日：鉾田町大字大戸 - 大字徳宿の狭隘路（545 m）を拡幅2車線化する区域決定[17]。
- 2012年（平成24年）2月13日：鉾田市造谷 - 同市常磐の狭隘路（1.5 km）を拡幅2車線化する道路区域決定[18]。
- 2014年（平成26年）12月25日：鉾田市造谷 - 同市常磐間（約0.7 km）を2車線化して拡幅改良供用開始[19]。
- 2016年（平成28年）1月28日：鉾田市造谷地内の約0.8 km区間で、道路拡幅改良供用開始[20]。
- 2024年（令和6年）3月25日：県道大洗友部線の旧道移管に伴い、鉾田市箕輪の一部区間（111 m）の県道指定を解除。起点を変更[1]。

## 路線状況
道路法の規定に基づき、鉾田市箕輪（主要地方道大洗友部線交差） - 同市安房（鉾田土木前交差点）間は、緊急輸送道路として機能を維持するため、災害発生時の被害拡大防止を目的に道路用地内に電柱を建てることが制限されている。

### 重複区間
- 茨城県道115号子生茨城線（鉾田市造谷：約0.75 km）

## 地理
路線北部の道路は、涸沼から鹿島台地に向かって南北に延びる浸食谷の谷津田に沿い、路線南部では鹿島台地上にあり、周囲一帯はサツマイモや、メロン・イチゴ・トマトのビニルハウス栽培などの近郊農業が行われる畑作地帯が広がる。全線を通し平坦で屈曲部が少ない見通しの良い道路で、造谷地区と徳宿地区にある台地と谷津の高低差20 m程の段丘崖部分で坂道となる。

### 通過する自治体
- 茨城県鉾田市

### 交差する道路
- 茨城県道115号子生茨城線（鉾田市造谷：重複）

### 沿線
- 鹿島臨海鉄道・涸沼駅（鉾田市下太田）
- 田崎郵便局（鉾田市田崎）
- 総合スポーツセンター（鉾田市田崎）
- 鹿島臨海鉄道・鹿島旭駅（鉾田市造谷）
- 鹿島臨海鉄道・徳宿駅（鉾田市徳宿）
- 安祥寺（鉾田市安房）
- 鉾田病院（鉾田市安房）